# Radioastronomie
Die Radioastronomie ist jenes Teilgebiet der Astronomie, in dem astronomische Objekte mittels der von ihnen ausgesandten Radiowellen untersucht werden.

## Frequenzbereich
Der Frequenzbereich der Radioastronomie ist durch die Erdatmosphäre eingeschränkt. Unterhalb einer Frequenz von 10 MHz ist sie für Radiowellen undurchlässig, da die Ionosphäre Radiowellen niedrigerer Frequenz reflektiert. Oberhalb von 100 GHz werden Radiowellen durch Wasser und andere in der Luft enthaltenen Moleküle absorbiert, was den Empfang höherfrequenter Radiowellen erschwert. Der für Radioastronomie meistgenutzte Bereich von 10 MHz bis 100 GHz – entsprechend dem Wellenlängenbereich von 30 m bis 3 mm – wird als Radiofenster (oder zusammen mit dem sogen. optischen Fenster als astronomisches Fenster) bezeichnet.

## Kosmische Radioastronomie
Wegen der großen Entfernung der astronomischen Radioquellen haben ihre auf der Erde empfangenen Radiowellen eine sehr geringe Intensität. Daher benötigt die Radioastronomie große Antennen zu ihrer Bündelung. Die Bauarten sind je nach Wellenlänge z. B. Yagi-Antennen, Rahmen-, Helix- und Parabolantennen. Die Radiowellen werden von empfindlichen Verstärkern bearbeitet und anschließend elektronisch gespeichert und ausgewertet.
Ein bestimmter Messwert gibt an, mit welcher Intensität die Radiowellen aus der Richtung eintreffen, auf die das Radioteleskop gerichtet ist. Ein „Blick“ durch ein Radioteleskop ergibt also noch kein Radiobild, sondern nur einen einzigen Radio-Bildpunkt.
Die Wellenlänge der Radiowellen ist sehr viel größer als die Wellenlänge des sichtbaren Lichts, weshalb die Winkelauflösung eines einzelnen Radioteleskops wesentlich schlechter als die eines optischen Teleskops ist. Das hat zur Folge, dass ein aus vielen Messungen zusammengesetztes Radioteleskopbild viel unschärfer ist als ein Bild des gleichen Objekts im sichtbaren Licht. Es gibt aber Verfahren, um hochauflösende Radiobilder von ausgedehnten astronomischen Objekten zu erhalten. Beispielsweise können mehrere Radioteleskope so zu einem Interferometer zusammengeschaltet werden, dass sie wie ein einziges Radioteleskop wirken, dessen Antennendurchmesser der Entfernung der einzelnen Anlagen voneinander entspricht. Da die Auflösung vom Abstand der Antennen abhängt, kann man sogar schärfere Bilder als mit optischen Teleskopen erzielen.
Weil Radiowellen weniger als Licht von intergalaktischen Staub- und Nebelwolken absorbiert werden, und da die meisten galaktischen Himmelskörper nur schwache Radioquellen sind, kann man über Radiowellen Bereiche wie zum Beispiel das Zentrum der Milchstraße oder Zwerggalaxien hinter der galaktischen Scheibe erkunden, die für optische oder Infrarot-Beobachtung verschlossen bleiben.
Radioastronomie kann innerhalb der erwähnten Frequenzbereiche zu jeder Tages- und Nachtzeit und auch bei bewölktem Himmel betrieben werden, weil Radiowellen nur in geringem Umfang von der Atmosphäre gestreut werden und auch Wolken durchdringen können. Allerdings können starke Niederschläge zur erhöhten Absorption von Radiowellen führen.
Im Radiowellenbereich liegen einige der wichtigsten spektralen Linien der Astronomie, unter anderem die HI-Linie (21-cm-Linie, 1420,4058 MHz), die von neutralen Wasserstoffatomen emittiert wird.

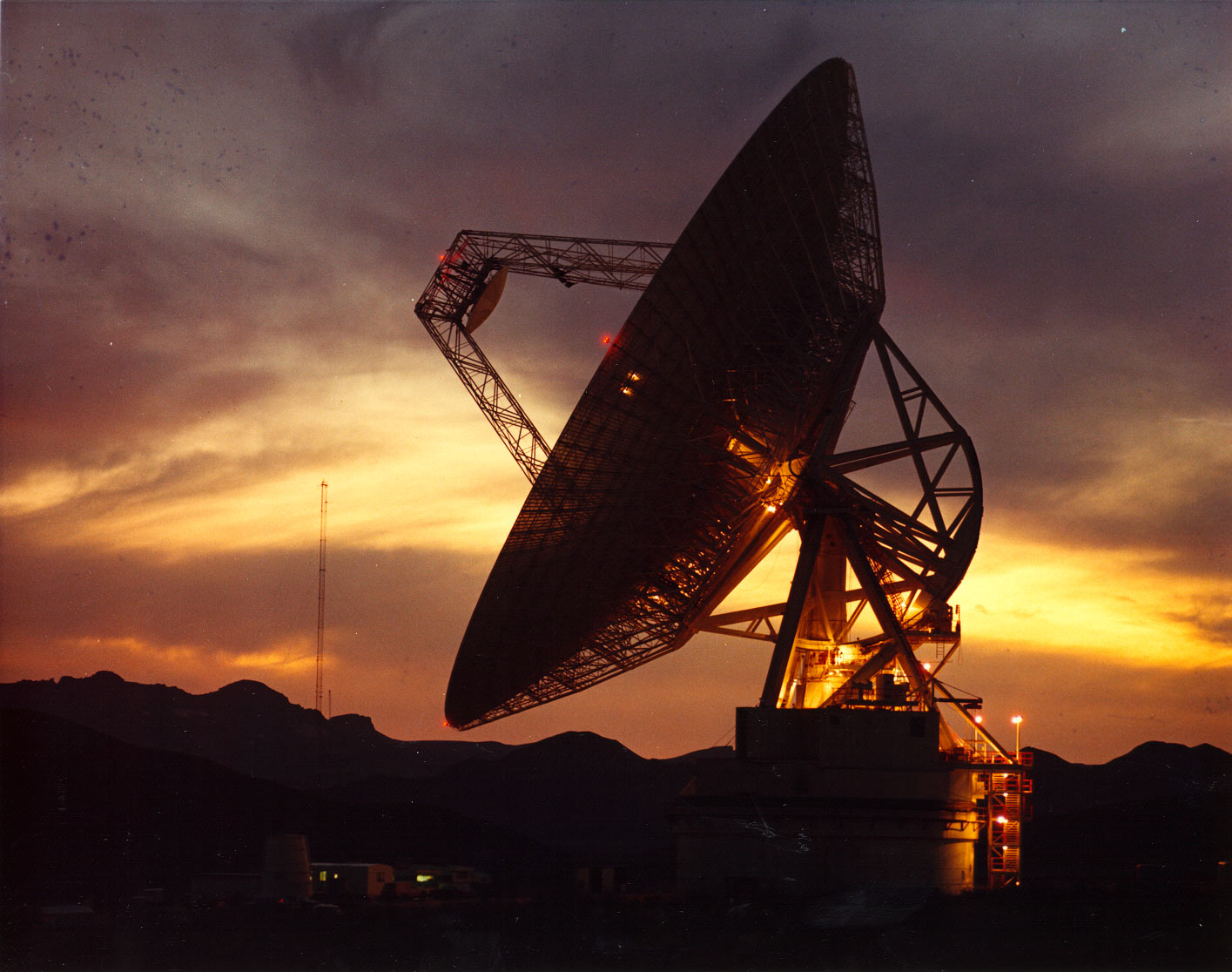
70-m-Radioteleskop im Goldstone-Observatorium, Kalifornien

Mit der Radioastronomie werden unter anderem folgende Radioquellen untersucht:
- die Sonne und andere Körper im Sonnensystem
- Supernova-Überreste und Pulsare
- interstellare Gase und Gasnebel
- das galaktische Zentrum der Milchstraße
- Radiogalaxien
- Quasare

Die Technik der Radioastronomie wird auch zur Suche nach außerirdischen Intelligenzen (SETI) angewandt.

## Die Geschichte der Radioastronomie
Karl Guthe Jansky suchte 1930 nach der Ursache einer Störung einer neu eröffneten Transatlantik-Funkverbindung bei einer Wellenlänge von 15 Meter (20 MHz). Dafür baute er eine Antenne, die 30 m breit und 4 m hoch  war. Sie bestand aus Messingrohren und Holz und rotierte alle 20 Minuten auf Rädern eines alten Ford Modell T. Er stellte 1932 fest, dass das Signal jeden Sterntag statt jeden Sonnentag sein Maximum erreichte und schloss so die Sonne als Quelle aus, von der er kein Signal detektierte. Die Richtung bestimmte er etwa bei einer Rektaszension von 18 h und einer Deklination von 10°, mit einer hohen Unsicherheit in der Deklination. Damit wies er erstmals Radiowellen von einer Radioquelle außerhalb unseres Sonnensystems nach. Er vermutete als Quelle das galaktische Zentrum (dieses liegt etwa 40° weiter südlich) oder den Sonnenapex, der Punkt auf den sich die Sonne auf ihrer Bahn ums galaktische Zentrum zubewegt.
Ihm zu Ehren wurde die in der Radioastronomie verwendete Einheit 

{\displaystyle 1\,\mathrm {Jansky} =1\,\mathrm {Jy} =1\cdot 10^{-26}\,{\frac {\mathrm {W} }{\mathrm {m} ^{2}\mathrm {Hz} }}} 

eingeführt.
Grote Reber las Janskys Veröffentlichungen über die kosmischen Radiowellen und versuchte, diese bei höheren Frequenzen nachzuweisen. Er baute eine Parabolantenne mit einem Durchmesser von 9,5 m in seinem Garten. Bei Frequenzen von 3,3 GHz und 910 MHz konnte er keine Emissionen aus der Richtung des galaktischen Zentrums nachweisen, ein Hinweis darauf, dass die Quelle kein thermischer Hohlraumstrahler sein könnte. Die Quelle im galaktischen Zentrum konnte er bei 160 MHz nachweisen. Er durchmusterte den Radiohimmel bei 160 und 480 MHz und fand die stärkste Quelle im galaktischen Zentrum, fand aber weitere Flächen hoher Intensität, die sich nicht mit hellen astronomischen Lichtquellen zu decken schienen, die später mit den Supernovaüberresten Cassiopeia A, dem Vela-Pulsar und der aktiven Galaxie Cygnus A identifiziert werden. Als Entstehungsmechanismus von kosmischen Radiowellen, deren Intensität mit der Frequenz abnimmt, schlug er Bremsstrahlung vor.

## Teilgebiete und Forschungsobjekte der Radioastronomie

### Objekte im Sonnensystem
- Die solare Radioastronomie beschäftigt sich mit den von der Sonne ausgesendeten Radiowellen. Diese geben z. B. Auskunft über die Sonnenaktivität und Strahlungsausbrüche auf der Sonne.
- Die Planeten, insbesondere die Gasriesen, und ihre Monde senden Radiowellen aus.

### Objekte in der Milchstraße
- Supernovaüberreste
- Pulsare
- Das galaktische Zentrum

### Objekte außerhalb der Milchstraße
- Quasare
- Seyfertgalaxien
- Fast Radio Bursts

## Kollision mit anderen Funkdiensten

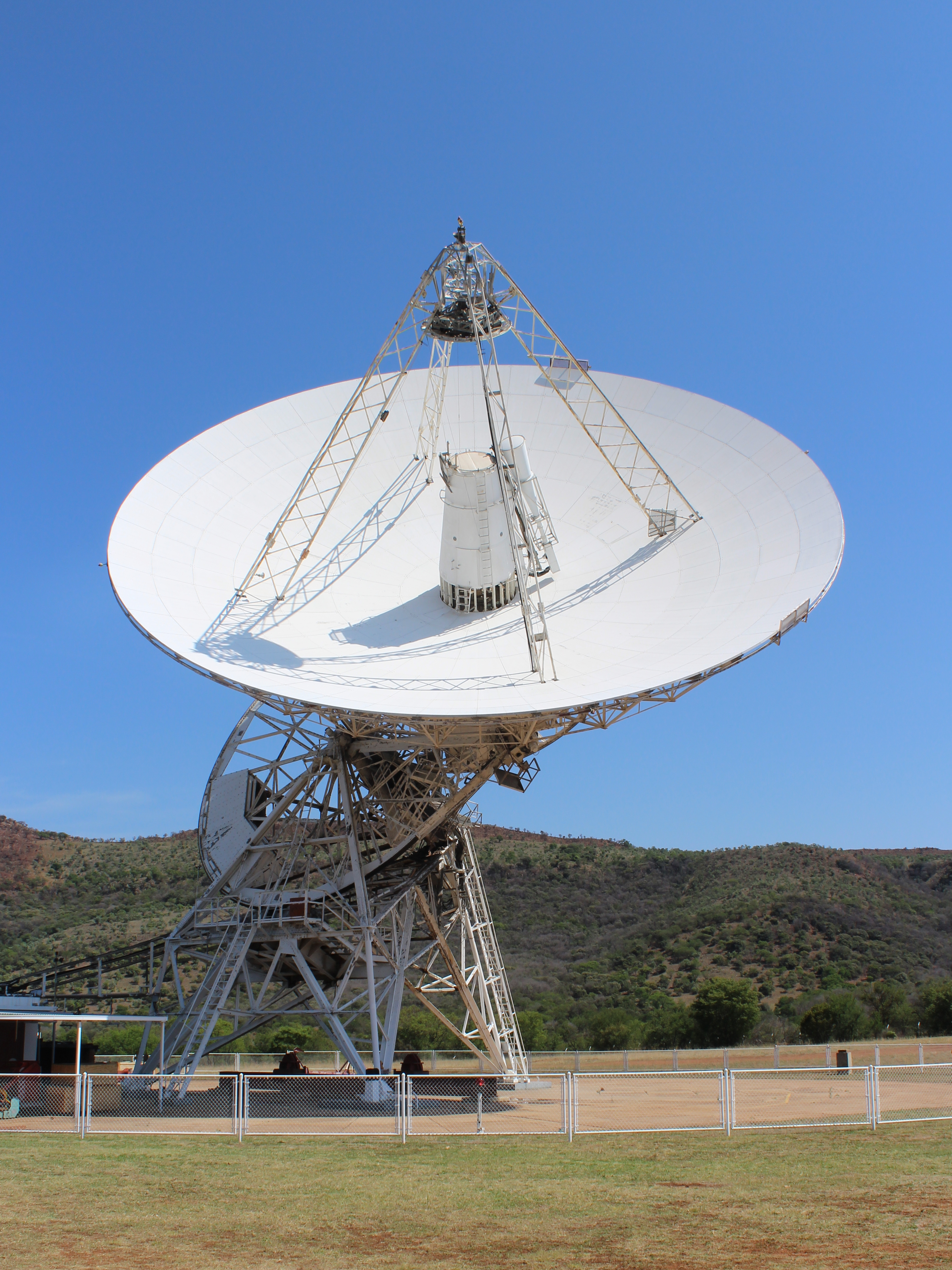
Das 26-m-Radioteleskop in Hartebeeshoek, Südafrika, befindet sich in einem Tal, um es vor Störungen von Krugersdorp (25 km entfernt) zu schützen.

Radioastronomie analysiert extrem schwache Signale. Empfangssignalstärken von nur −260 dBm sind keine Seltenheit. Daher können andere Funkdienste alle für die Radioastronomie interessanten Signale leicht überdecken oder stören, so dass eine Auswertung nicht mehr möglich ist. Sie unterliegt prinzipiell einer Regulierung durch die VO Funk. Daraus können sich unter anderem Schutzzonen im Umkreis um radioastronomische Einrichtungen ableiten.
Der Radioastronomiefunkdienst wird von der ITU als „passive service“ deklariert, dem ebenso Spektren zugewiesen werden, wie allen anderen Funkteilnehmern. Diese zugewiesenen Bänder sind allerdings relativ begrenzt und liegen auch immer im Interesse anderer Funkdienste, müssen also im Rahmen von Regulierungsprozessen verteidigt werden. Radioastronomen benutzen aber auch Spektralbereiche, die zwar für aktive Funkdienste reserviert sind, aber selten genutzt bzw. lokal beschränkt verwendet werden. Der immer wachsende Hunger der Wirtschaft nach Bändern für aktive Funkdienste wie Datennetze und Telekommunikation jedoch schränkt in den nicht reservierten Bändern die Nutzung der Radioastronomie immer weiter ein. In den reservierten Bändern wiederum sehen sich Radioastronomen mit zunehmenden ungewollten Störungen durch fehlerhafte Transceiver und schlecht konstruierte Sender konfrontiert. Die Gesamtzahl der Störungen nimmt weltweit zu.
Da die Radioastronomie aber an immer schwächeren Signalen aus dem All interessiert ist, um z. B. das Vorhandensein von organischen Molekülen nachweisen zu können, sprechen Experten von einem sich schließenden Fenster ins All. Immer mehr Frequenzbereiche sind nicht mehr nutzbar, bzw. die Strategien um Störungen zu erkennen und aus dem Nutzsignal zu entfernen werden immer aufwändiger.
Einige besonders kritische Wissenschaftler sehen als einzige Möglichkeit zur dauerhaften Erforschung ferner Teile des Alls eine Teleskopstation auf der der Erde abgewandten Seite des Mondes.

## Bedeutende Radioobservatorien
- FAST-Observatorium
- IRAM 30
- Very Large Array
- Selentschukskaja
- Westerbork
- Arecibo
- Jodrell-Bank
- Astropeiler Stockert
- Radioteleskop Effelsberg
- Large Millimeter Telescope

## Radioastronomie im Amateurbereich
Viele Astrovereine und auch einzelne Amateurastronomen betreiben Radioastronomie mit kleinen Teleskopspiegeln oder speziellen Antennen. Es sind vor allem Amateurfunker und Elektronikfans, die ihre Ausrüstung oft selber bauen oder aus käuflichen Bauteilen zusammenbauen. Häufig wird die Radiostrahlung der Sonne beobachtet, aber auch des Mondes und des Jupiter. Für solche Projekte wie Radio JOVE stellt u. a. die US-Raumfahrtbehörde NASA geeignete Hard- und Software bereit.
Dadurch können Amateure auch zur Forschung Wesentliches beitragen, insbesondere durch Beobachtung solarer Flares und Ausbrüchen und durch Registrierung von Meteoren, was auch tagsüber möglich ist. Auf diesen Gebieten sind allein in Europa einige Dutzend Vereine und Volkssternwarten tätig. So hat etwa Antares in Niederösterreich einige Radiobursts noch vor den großen Observatorien entdeckt, wobei die ersten Minuten besonders wichtig sind. Andernorts untersucht man die Ionosphäre, forscht nach Supernova-Ausbrüchen oder scannt die auf der 21-cm-Linie des Wasserstoffs strahlenden Spiralarme der Milchstraße. Die deutsche Vereinigung der Sternfreunde (VdS) hat für solche Forschungen eine eigene Fachgruppe für Radioastronomie gegründet.